# A Fever You Can't Sweat Out
A Fever You Can't Sweat Out — дебютний студійний альбом американської рок-групи Panic! at the Disco, випущений 27 вересня 2005 року в США на лейблах Decaydance Records і Fueled by Ramen. Альбом розділений на дві частини. Перша частина — треки з 1 по 8, в яких грають електронні інструменти: синтезатори і драм-машини. Друга частина — треки з 9 по 13, записані з використанням традиційних інструментів, таких як акордеон, орган і віолончель. Трек №8 («Intermission») є сполучною ланкою між частинами, так як починається з техно-стилю, а закінчується фортепіанним програшем. Всі пісні написані гітаристом Райаном Россом. Більшість композицій альбому присвячена соціальним питанням і проблемам: святість шлюбу, подружня зрада, наркозалежність, алкоголізм, проституція, релігія.
Перший сингл альбому «The Only Difference Between Martyrdom and Suicide Is Press Coverage» не викликав особливого захвату критиків, але відразу ж після випуску «I Write Sins Not Tragedies» до групи прийшла популярність. Альбом став двічі платиновим у США і вважається найкращою роботою за все існування групи.

## Список пісень
Автор музики і слів Раян Росс. 
| #     | Назва                                                                                       | Тривалість |
| ----- | ------------------------------------------------------------------------------------------- | ---------- |
| 1.    | «Introduction»                                                                              | 0:37       |
| 2.    | «The Only Difference Between Martyrdom and Suicide Is Press Coverage»                       | 2:57       |
| 3.    | «London Beckoned Songs About Money Written by Machines»                                     | 3:23       |
| 4.    | «Nails for Breakfast, Tacks for Snacks»                                                     | 3:52       |
| 5.    | «Camisado»                                                                                  | 3:11       |
| 6.    | «Time to Dance»                                                                             | 3:22       |
| 7.    | «Lying Is the Most Fun a Girl Can Have Without Taking Her Clothes Off»                      | 3:20       |
| 8.    | «Intermission»                                                                              | 2:35       |
| 9.    | «But It’s Better If You Do»                                                                 | 3:25       |
| 10.   | «I Write Sins Not Tragedies»                                                                | 3:06       |
| 11.   | «I Constantly Thank God for Esteban»                                                        | 3:30       |
| 12.   | «There’s a Good Reason These Tables Are Numbered Honey, You Just Haven’t Thought of It Yet» | 3:16       |
| 13.   | «Build God, Then We'll Talk»                                                                | 3:40       |
| 40:16 |                                                                                             |            |